# پوکینمکی
پوکینْمَکی (به فنلاندی: Pukinmäki) یک منطقهٔ مسکونی در فنلاند است که در هلسینکی واقع شده‌است. پوکینمکی ۱٫۹۱ کیلومتر مربع مساحت و ۸٬۴۵۰ نفر جمعیت دارد.